# Lai Sun Group

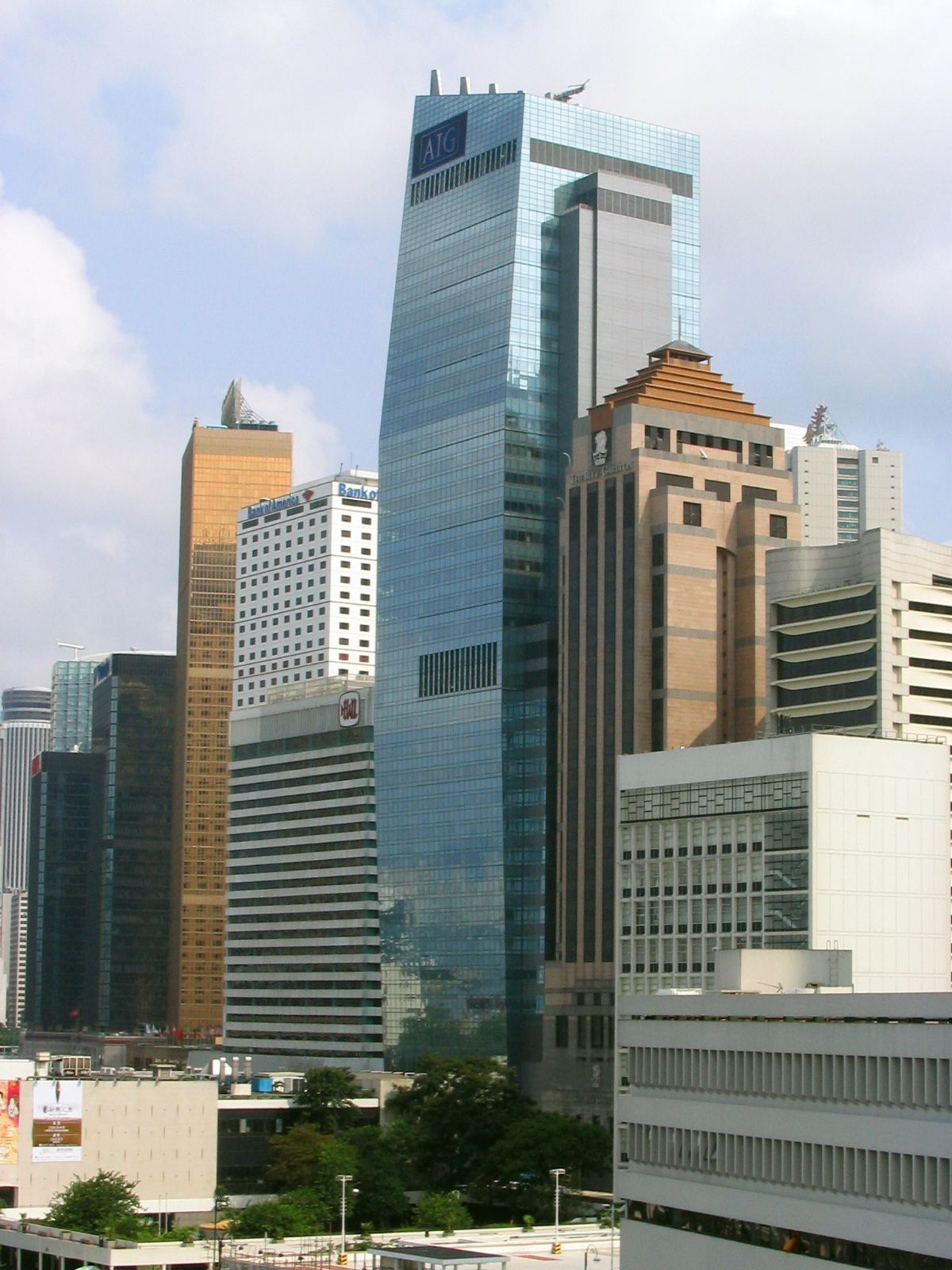
AIA Central

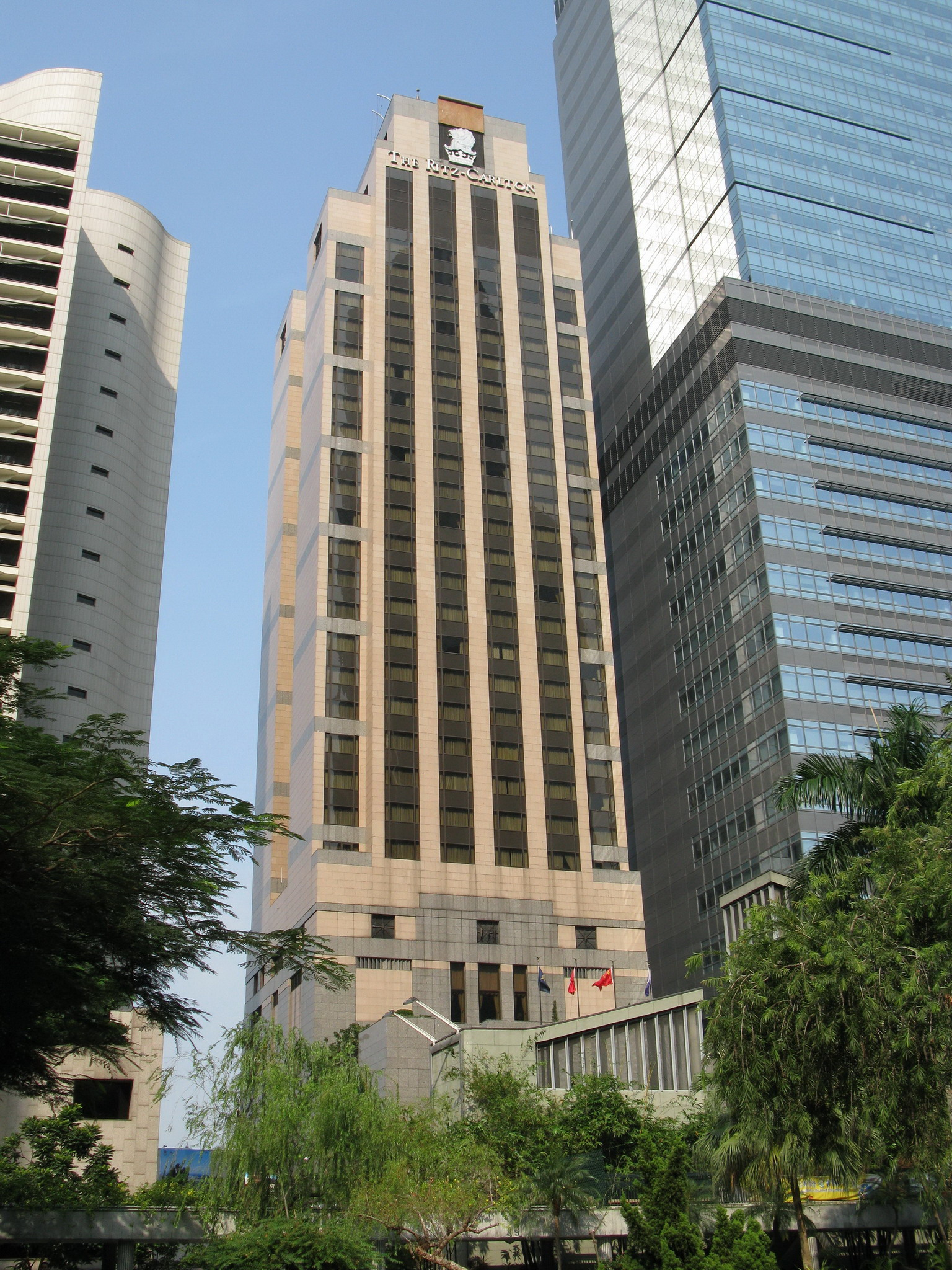
Отель Ritz-Carlton

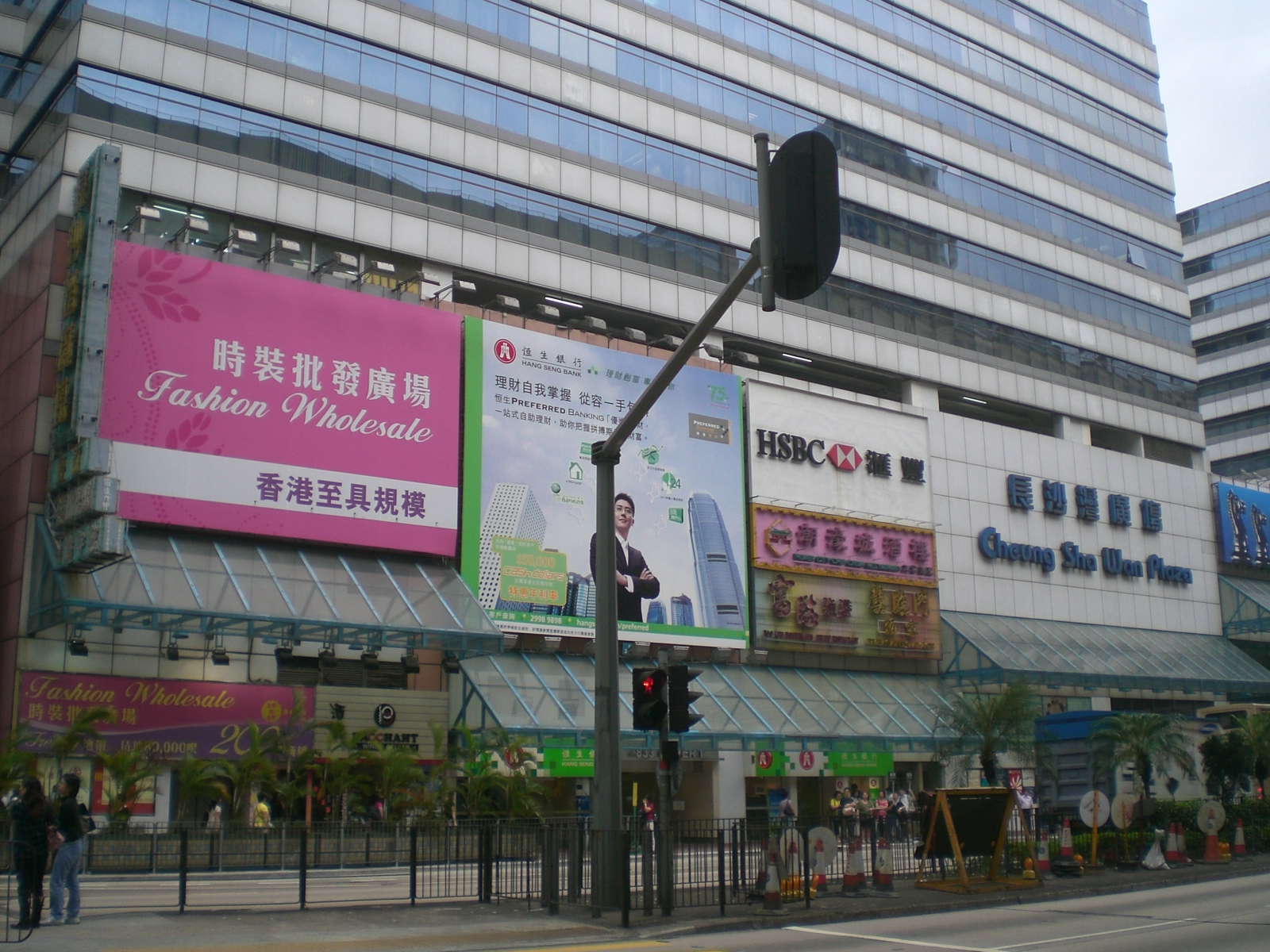
Cheung Sha Wan Plaza

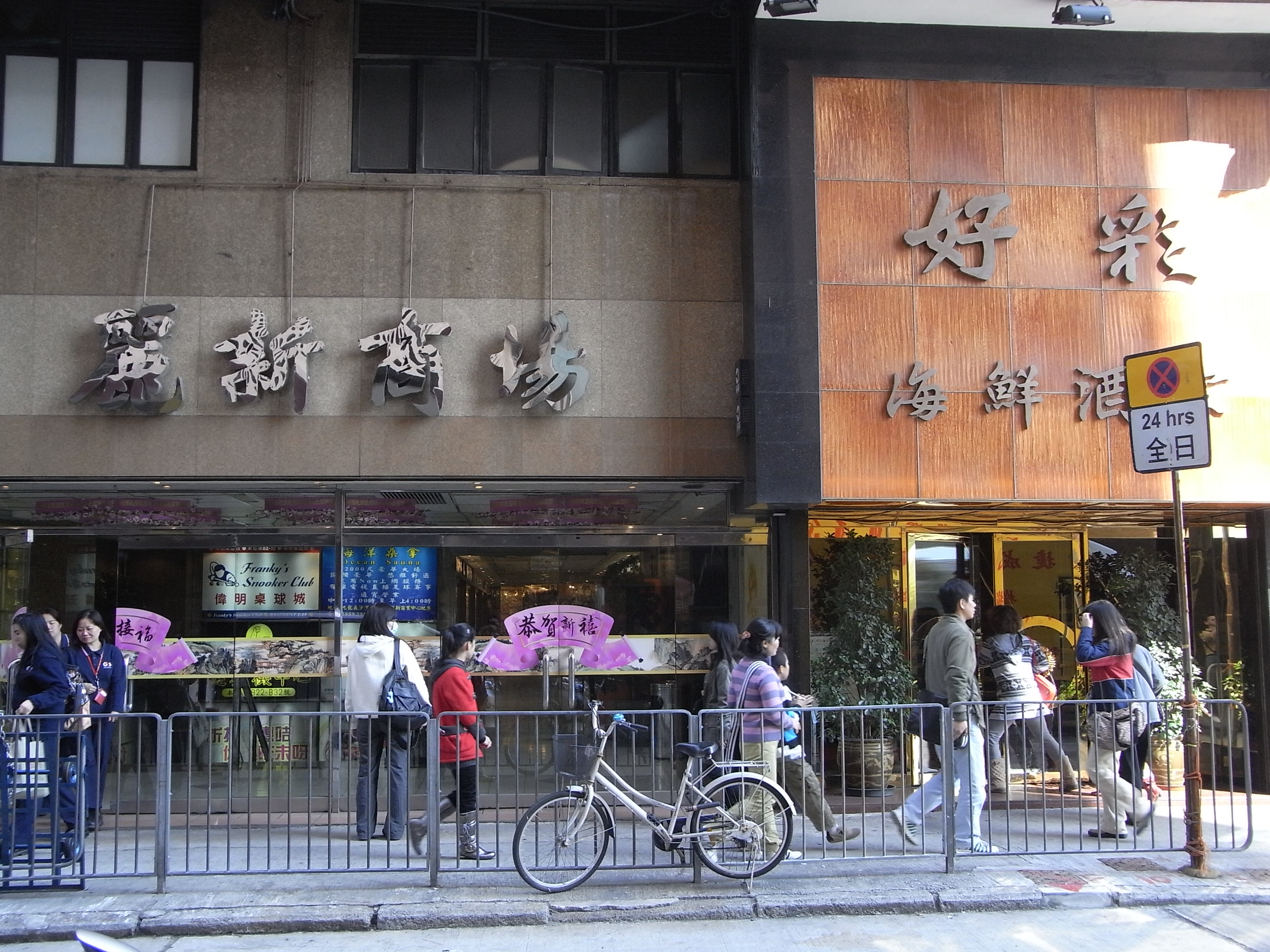
Lai Sun Shopping Arcade

Lai Sun Group (麗新集團) — многопрофильный конгломерат, базирующийся в Гонконге. Основан после Второй мировой войны бизнесменом Lim Por-yen, впоследствии ставшим текстильным магнатом и миллиардером. 

## История
В 1945 году осевший в Гонконге предприниматель Lim Por-yen открыл швейную фабрику, в 1947 году на её базе основал компанию Lai Sun Garment, а в 50-х годах разбогател на поставках в Африку дешёвой военной формы . В 1987 году Lim Por-yen основал девелоперскую компанию Lai Sun Development и купил популярный бренд одежды Crocodile Garments (основан в 1952 году) , в конце 80-х он приобрёл крупный пакет акций популярной телекомпании Asia Television (ATV), в 1994 году основал компанию по производству и дистрибуции фильмов и телепрограмм Media Asia Entertainment Group. 
В 1997 году, после приобретения гостиничной сети Furama и начавшегося финансового кризиса, для Lai Sun Group наступили тяжелые времена. В 2000 году компания была вынуждена продать свой гостиничный бизнес, а в 2002 году — пакет акций ATV. После смерти Lim Por-yen управление бизнесом перешло в руки двух его сыновей.  

## Структура
Основные сферы интересов Lai Sun Group — недвижимость и гостиничный бизнес, индустрия развлечений и средства массовой информации, текстильная промышленность и розничная торговля. Несколько компаний группы котируются на Гонконгской фондовой бирже. 

### Lai Sun Garment (International)
Компания является основным активом группы, она занимается производством одежды и управляет крупной сетью магазинов (с 1972 года котируется на Гонконгской фондовой бирже).  

### Lai Sun Development
Компания специализируется на операциях с недвижимостью в Гонконге, Вьетнаме и Лондоне, среди её крупнейших активов — торгово-офисные комплексы Cheung Sha Wan Plaza, Causeway Bay Plaza и Lai Sun Commercial Centre, доля в небоскрёбе AIA Central (где расположена штаб-квартира всей группы).

### eSun Holdings
Компания специализируется на кино, телевидении, музыке, продюсировании артистов в Гонконге, Макао и Китае. Среди дочерних компаний eSun Holdings — Media Asia Group Holdings, Media Asia Entertainment Group, Amusic, East Asia Music Holdings, East Asia Record Production, East Asia Music Publishing, East Asia Entertainment, Capital Artists, Mountain Entertainment, Rich & Famous Talent Management Group, Revolution Talent Management. 

### Lai Fung Holdings
Компания специализируется на операциях с недвижимостью в Шанхае, Гуанчжоу и Чжуншане. 